# Mort de Richard Cœur de Lion
La mort de Richard Cœur de Lion, survenue le 6 avril 1199 au siège de Châlus-Chabrol dans le Limousin, est un thème littéraire qui a été exploité par divers auteurs.
En dehors des ouvrages purement historiques, la mort de Richard Cœur de Lion est un thème récurrent que l'on retrouve dans la plupart des romans qui font référence à la vie du roi-chevalier. Ainsi, le siège de Châlus par Richard Cœur de Lion a-t-il fourni à Walter Scott dans Ivanhoé le canevas du siège du château de Front-de-Bœuf.
Dans le roman Celui qui revenait de loin de la série Les conquérants de l'impossible, l'auteur Philippe Ebly situe une partie de l'action au moment de la mort de Richard Cœur de Lion au château de Châlus. Un des héros du roman et de ceux qui suivent dans la série est le jeune Thibault, duc de Châlus.
De même, par deux fois, en 1976 et 2010, le cinéma hollywoodien évoque la mort de l'emblématique roi d'Angleterre : le film La Rose et la Flèche (1976), avec Sean Connery et Audrey Hepburn, ainsi que le Robin Hood de Ridley Scott, qui fit l'ouverture du festival de Cannes en 2010, s'ouvrent sur la mort de Richard au siège de Châlus.

## Chroniques et travaux historiques
La mort de Richard se retrouve dans neuf chroniques médiévales contemporaines de l'événement. Il s'agit des chroniques de Rigord, moine à l’abbaye royale de Saint-Denis, de Guillaume le Breton (chapelain de Philippe-Auguste), de Roger de Hoveden (décédé en 1201), de Raoul de Coggeshall, (moine cistercien de Coggesthall en Essex), de Raoul de Diceto, (ou Ralph de Dicé, chronique rédigée avant 1202), de Guillaume le Maréchal (Histoire rédigée vers 1220, d’après ses propres souvenirs), de Roger de Wendover (rédaction vers 1230, d’après des chroniques antérieures), de Gervais de Cantorbéry, d'Adam d’Eynsham et de Bernard Itier (sous-bibliothécaire en 1189, puis bibliothécaire en 1204 de l’abbaye Saint-Martial de Limoges).
Il faut y ajouter la chronique de Matthieu Paris, écrite quelques années après 1230.
Quatre siècles plus tard, en 1657, P. Labbe publie la Chronique de Geoffroy de Vigeois (XIIe siècle), tirée d’un manuscrit du Château de Lastours.
L'utilisation de ces chroniques reste délicate. Les chroniqueurs, consciemment ou inconsciemment, ne sont pour ainsi dire jamais neutres. Rigord est moine de l'abbaye royale de Saint-Denis. Son récit reflète un point de vue capétien, hostile au roi d'Angleterre. Quant à Guillaume Le Breton, qui utilise le récit de Rigord, il est le chapelain de Philippe-Auguste.
Ces chroniques, sorties de leur contexte, souvent retranscrites partiellement, ont servi de base à une multitude d'auteurs, voire de fabulateurs.
Les historiens professionnels auront beaucoup de mal à faire le tri et c'est ainsi que de multiples légendes vont voir le jour et se retrouvent, aujourd'hui encore, dans de nombreuses publications. Internet s'en fait désormais une caisse de résonance.
En 1885, l'abbé François Arbellot reprend le travail de recherche historique dans « La vérité sur la mort de Richard Cœur de Lion », publiée dans le Bulletin de la Société archéologique et historique du Limousin (t. XXVI, 1878) et reprise en 1885 sous le nom de « Mort de Richard Cœur de Lion » dans Récits de l’histoire du Limousin.
Mais il faut attendre le livre The Unromantic Death of Richard I de l’historien britannique John Gillingham, édité en 1978, et plus encore la parution d’un article en 1979 pour que cessent de circuler les légendes sur la raison de la venue de Richard à Châlus, sur le château d'où fut tirée la flèche qui le blessa mortellement, sur l'identité de l'auteur du tir, sur le lieu exact de sa mort et sur le lieu où repose son corps.
Dès la seconde moitié du XXe siècle, les historiens châlusiens, dont Paul Patier fut le chef de file avec Gabriel Fontanille, relayés par Les Amis du Vieux Châlus (les A.V.C) puis par l’association Histoire et Archéologie du Pays de Châlus (Dr Roger Boudrie, Andrée Delage, Jean-Claude Rouffy, etc.) confirment par leur approche locale l'essentiel des thèses d'Arbellot, tout comme Maurice Robert.
Jean Flori dans son Richard Cœur de Lion réalise la synthèse des travaux et recherches antérieures.

## Les événements de mars et avril 1199 à Châlus

### Raisons de la venue de Richard en Limousin

La France avant la mort de Richard Cœur de Lion.

En mars 1199, Richard se trouve devant Châlus-Chabrol où il a rejoint Mercadier au siège de ce château appartenant au vicomte Adémar (Aimar) V de Limoges. Richard vient dans cette région du Limousin en suzerain afin de mater ses vassaux félons, notamment Adémar de Limoges et Aymar Taillefer, comte d'Angoulême, conformément au droit féodal,. Le but principal de cette campagne est bel et bien d'ordre politique. Bien avant le siège de Châlus, Richard était déjà venu en Limousin châtier le vicomte de Limoges, rallié au roi de France en pleine période de guerre. Raoul de Coggeshall relate de manière très précise les raisons majeures de la venue du roi dans la région : « À cette occasion , le roi Richard trouva opportun de mener, pendant le carême, son armée contre le vicomte de Limoges ; celui-ci, tandis que les deux rois étaient en guerre, s'était révolté contre lui, le roi, son seigneur et avait conclu un traité d'alliance avec le roi Philippe. »

Une raison secondaire avancée par des chroniqueurs acquis à la cause du roi de France ou hostiles à Richard,  tente de rajouter un motif que le médiéviste Jean Flori juge « rocambolesque » : L'existence d'un trésor découvert par un paysan ou un chevalier et que le vicomte de Limoges aurait caché au château de Châlus. Cette thèse, qui est désormais considérée comme dépassée et n'est pas retenue par Martin Aurell, Jean Flori ou J. Gillingham, voulait faire la preuve de la cupidité et de la futilité du roi Richard. Le moine français Rigord, qui rédige son récit vers 1206, se montre partial envers le roi d'Angleterre : « Poussé par son extrême ambition, le roi exigeait que ce trésor lui soit livré. » Coggeshall, concernant l'existence de ce trésor, souligne à plusieurs reprises qu'il n'est pas certain de ce qu'il avance. Il ne fait que rapporter un ouï-dire.

### Circonstances de la mort de Richard

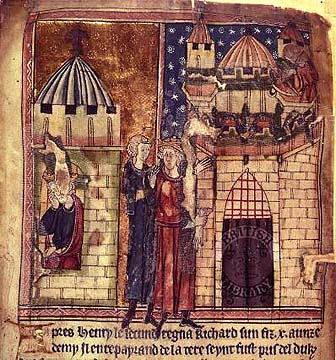
Mort de Richard Cœur de Lion à Châlus.

La bataille de Châlus se résume très rapidement au siège du donjon de Châlus-Chabrol (commune de Châlus, Haute-Vienne) par Mercadier. La petite garnison en place, dirigée par deux chevaliers limousins, Pierre Brun, seigneur de Montbrun et Pierre Basile, n'est composée, femmes et enfants compris, que de 38 personnes. Elle n'a donc pas les moyens de défendre les autres ouvrages et, face aux hommes de Mercadier, elle se réfugie dans le donjon.
Pendant quatre jours la troupe de Mercadier tente de saper cette forte tour. Arrivé un peu après le début du siège, Richard vient constater l'avancement des opérations. Le 26 mars 1199, il applaudit le chevalier Basile qui se tient tout en haut du donjon et qui, à l'aide d'une poêle, écarte les flèches qui lui sont adressées. Richard revient au pied du donjon en début de soirée. C'est alors que Pierre Basile réapparaît aux créneaux du donjon et prend pour cible le groupe dans lequel se trouve Richard, ne sachant vraisemblablement pas que le duc d'Aquitaine, également roi d'Angleterre, est personnellement présent.
Afin de se protéger du tir, Richard, qui ne porte que son casque, se penche vers son écuyer pour s'abriter derrière son écu mais le carreau d'arbalète vient se ficher dans le haut de son épaule gauche, à la base de son cou. S'il était resté droit la flèche aurait probablement transpercé le cœur. Richard arrache la flèche et rejoint son campement. Son corps étant déjà affaibli par un bel embonpoint, la blessure, mal traitée tant par Richard que par le chirurgien de Mercadier, est gagnée par la gangrène et provoque à la suite une septicémie. Apprenant l'identité du blessé ou sa mort prochaine, les assiégés décident de se rendre. Richard meurt le 6 avril 1199, vraisemblablement dans la pièce principale du corps de logis du château, dans un lit dressé face à la cheminée. Voyant sa mort venir, il prend le temps de dicter ses dernières volontés.

Sa mère, Aliénor d'Aquitaine, accourue de Fontevraud, est présente à ses côtés pour recevoir son dernier souffle. Elle l'atteste elle-même dans une charte de donation rédigée en faveur du monastère de Turpenay : 

« […] Sachez que nous avons assisté à la mort de notre fils le roi, qui mit en nous (après le Seigneur) toute sa confiance pour que nous pourvoyions à son salut, par ce moyen et par d'autres en notre pouvoir, selon notre sollicitude maternelle. »

Sont également présents à Châlus pour assister aux derniers instants de Richard, les évêques de Poitiers et d'Angers, l'évêque Hugues de Lincoln, l'abbé Pierre Milon (ou Million) de l'Abbaye du Pin, aumônier de Richard et Luc, abbé de Turpenay.

### L'auteur du tir

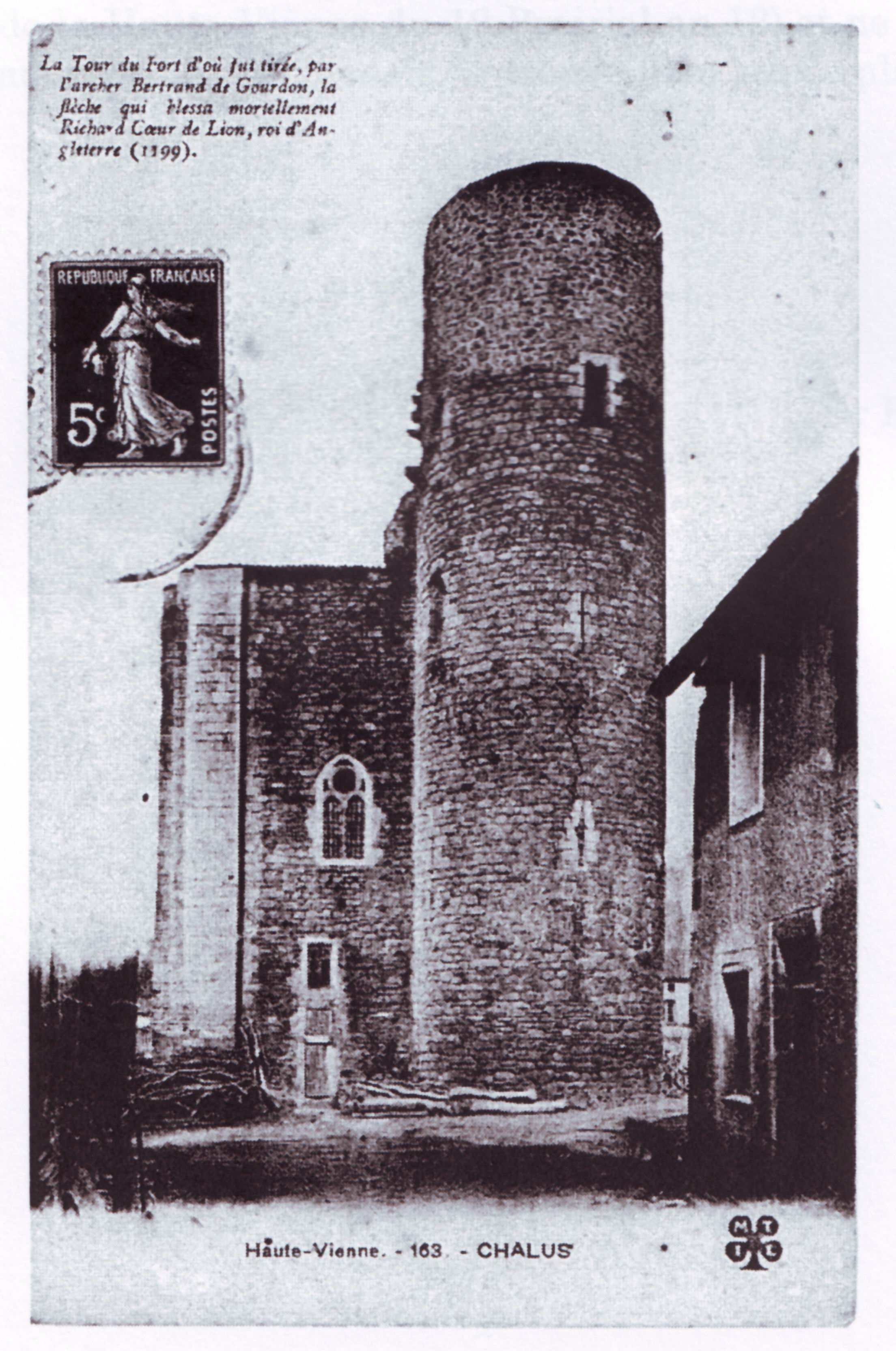
Carte postale mentionnant Bertrand de Gourdon.

Les chroniques médiévales sont assez imprécises sur le nom du tireur.
Guillaume le Breton, dans son récit épique la Philippide, nomme « Guy » l'arbalétrier « confiant au Destin son trait vengeur ». Son récit romancé ne peut être retenu comme source historique fiable. Pas plus que son second récit de type mythologique, éloge dithyrambique de Philippe Auguste, où l'on voit un certain Dudon délivrer la flèche mortelle.
Gervais de Cantorbéry donne au meurtrier le nom d'un certain « Jean Sabraz » mais situe son action au château de Nontron.
Pour Roger de Hoveden, il s'agit de « Bertrand de Gourdon ». Hoveden situe bien son action au château de Châlus mais précise que Mercadier fait mettre Bertrand de Gourdon en prison à l'insu de Richard et, après la mort de celui-ci, le fait écorcher vif. Cette version est contredite par les recherches historiques : Bertrand de Gourdon participe en 1209 à la croisade contre les Albigeois et au siège de Toulouse en 1218, rend un hommage-lige à Louis VIII en 1226 et à saint Louis en 1227.
Les historiens s'accordent sur le nom de Pierre Basile. Celui-ci a l'avantage d'être un chevalier de petite noblesse locale, possessionné sur le territoire de Firbeix, ce qui justifie sa présence au château de Châlus, aux côtés de Pierre Brun, seigneur de Montbrun, lors de l'arrivée des routiers de Mercadier.
De plus, comme le signale Hercule Géraud, Pierre Basile est « le seul qui ait pour lui l'autorité de plus d'un témoignage ; il en a réuni trois : Mathieu Paris, Raoul de Dicé (de Diceto) et un Limousin anonyme, auteur d'une addition à la chronique de Geoffroy de Vigeois. »
Le « Limousin anonyme » mentionné par Hercule Géraud est désormais identifié : il s'agit de Bernard Itier. Moine de Saint-Martial, Bernard Itier est l'un des rares chroniqueurs contemporains de la mort de Richard. Vivant à Limoges, à 38 km de Châlus, il est le plus proche rapporteur des évènements. Considéré comme l'un des chroniqueurs les plus fiables, il cite Pierre Basile comme l'auteur du trait d'arbalète qui blessa mortellement le roi d'Angleterre, duc d'Aquitaine.
Il semble tout à fait probable que Richard ait pardonné à l'auteur du tir d'arbalète. Cela correspond au personnage et est notifié dans de nombreuses chroniques. Il est tout autant vraisemblable que Mercadier, qui vouait une fidélité sans faille à Richard, n'ait pas approuvé ce pardon. A-t-il cependant osé aller contre la volonté de Richard ? Probablement pas : les recherches historiques laissent imaginer qu'après son « exploit », Pierre Basile vécut assez longtemps, vraisemblablement jusqu'à quelques années avant 1239.

## Les lieux

### Ville de la mort de Richard
Nontron, Chinon et quelques autres cités ont, un moment, revendiqué la mort de Richard.
Après avoir été grièvement blessé au siège de Châlus, Richard Cœur de Lion aurait trouvé refuge en 1199, six jours avant de mourir, au château de Vieillecour, un château implanté sur la commune de Saint-Pierre-de-Frugie dans le département de la Dordogne, en région Nouvelle-Aquitaine.
Pour ce qui est de Chinon, une légende tardive, imprudemment reprise par Gabriel Richault en 1912 dans son Histoire de Chinon, voulait que Richard, transporté mourant depuis Châlus, soit décédé en cette ville, à l'Auberge du Lion Vert du Grand Carroi. Cette hypothèse, qu'aucune des onze sources médiévales connues n'évoque, jugée par les historiens «  si fantaisiste après une étude approfondie » ne repose sur rien, « sinon une confusion qui ne mérite guère examen ». Si certains historiens éprouvaient encore le besoin de la réfuter en 1958, elle est abandonnée : ce n'est pas Richard mais son père, Henri II de Plantagenêt qui mourut à Chinon, en 1189 et non pas en 1199. Cependant, la simple mention du décès de Richard dans l’Histoire de Chinon de Richault fait assez régulièrement ressortir cette erreur, que l'on ne trouve plus dans les travaux de recherche historique.
Pour ce qui est de Nontron, la méprise vient, à l'origine, du récit de Gervais de Cantorbéry, qui place, à tort la mort du roi dans cette ville, tout en en attribuant le mérite à un certain Jean Sabraz. Le récit de Gervais sera repris par d'autres chroniqueurs, perpétuant cette erreur. Il est cependant établi que si Richard donna l'ordre d'assiéger le château de Nontron, il n'y assista pas lui-même. De même, selon Bernard Ithier « Alors qu'il était malade (blessé), il (Richard) avait donné l'ordre à ses troupes d'assiéger (…) Nontron, ainsi qu'une autre place forte nommée Montagut (Piégut), ce qu'ils firent. »
Si l'hypothèse de Nontron avait au moins pour elle la chronique de Gervais, que dire des autres cités qui, épisodiquement, au cours du XIXe siècle, se sont positionnées comme « lieu possible de la mort de Richard » ? Il est vrai que Châlus ne fut pas le seul château du Haut-Limousin assiégé par les hommes du duc d'Aquitaine au printemps 1199. Souhaitant punir l'évêque de Limoges et mater les barons limousins qui l'avaient trahi durant la croisade et sa captivité, les routiers de Mercadier, fidèle lieutenant de Richard, assiégèrent de nombreuses places fortes du pays (Piégut, Nontron, Noailles, Hautefort, etc.), dont certaines simultanément. C'est ainsi que l'on peut également dire que Richard est mort lors (c’est-à-dire « durant », « au moment ») du siège de Nontron, de Piégut, voire de Hautefort.

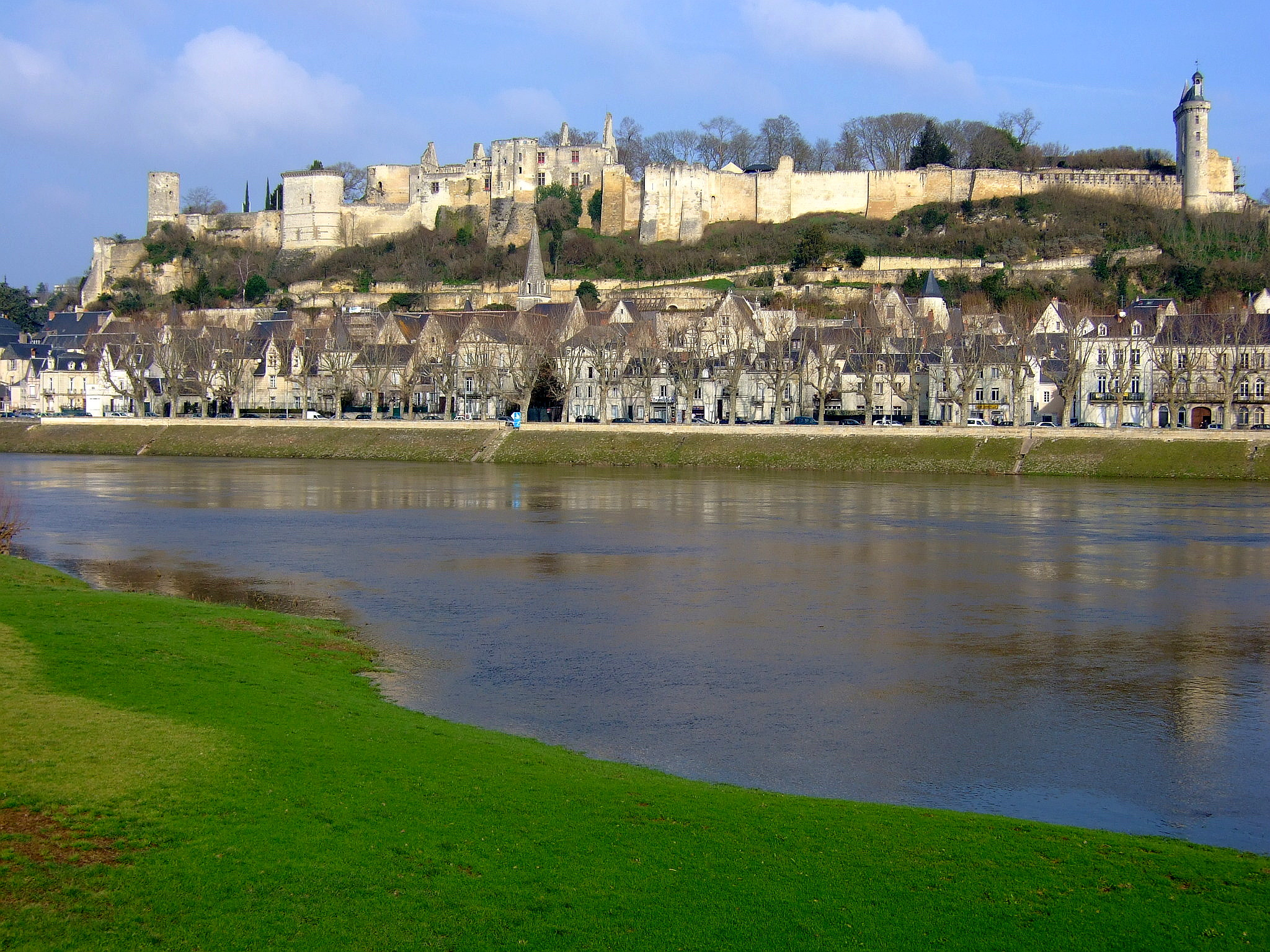
La ville de Chinon.
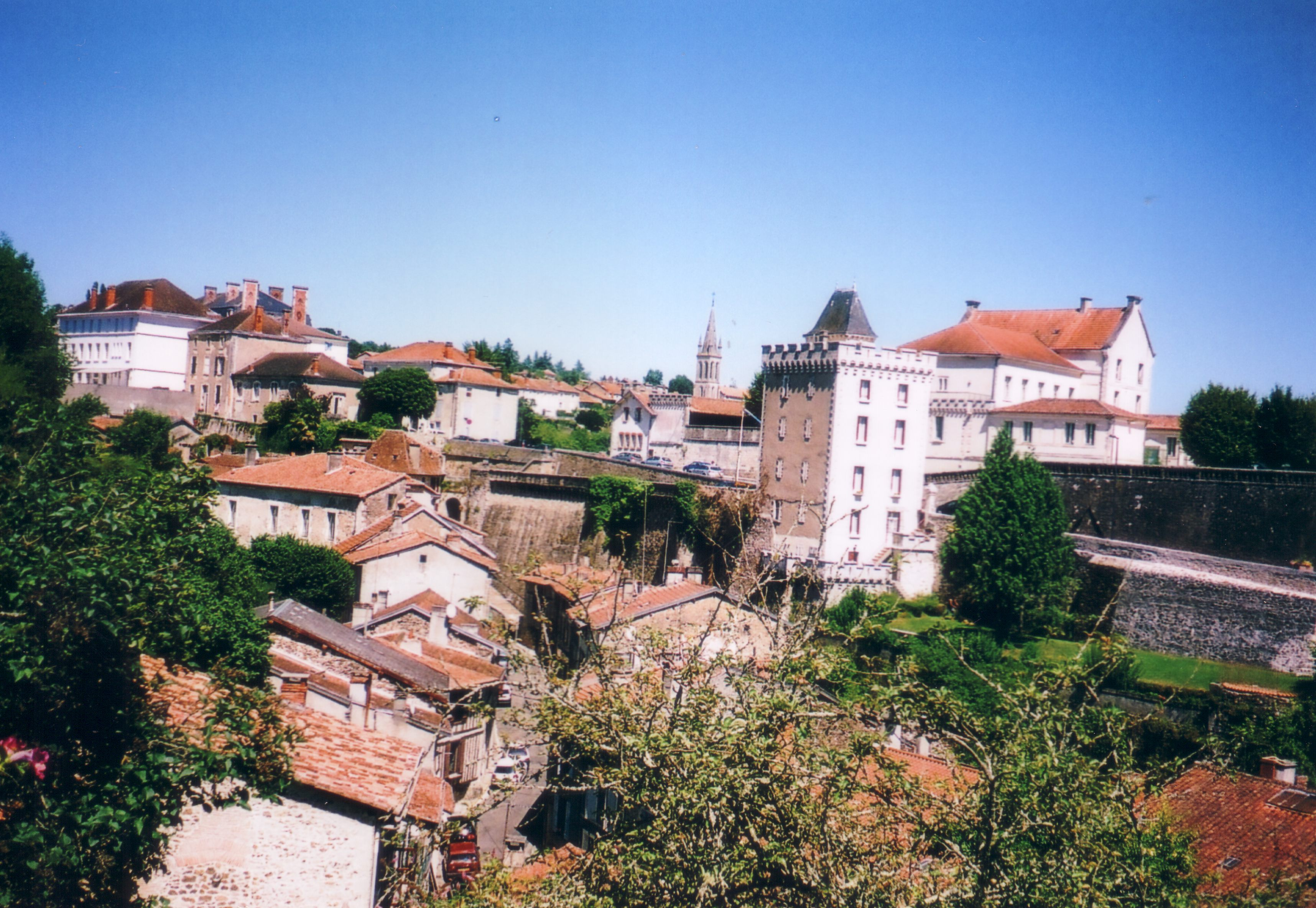
La ville de Nontron.
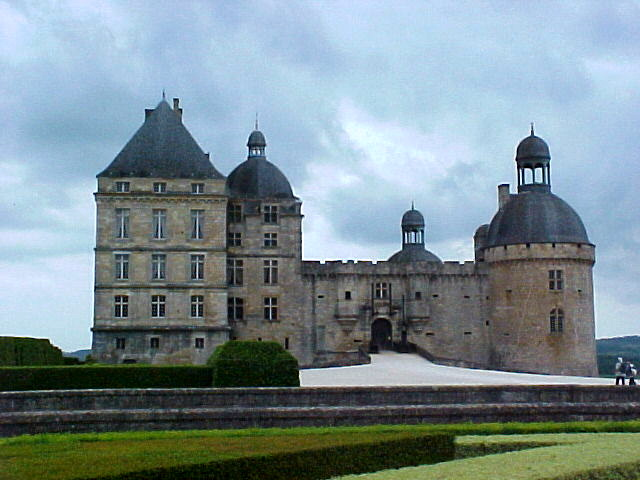
Le château de Hautefort.
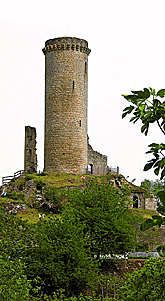
La tour de Piégut.

### Le château assiégé
À Châlus même, une confusion s'installa au fil des siècles du fait de la présence de deux châteaux-forts médiévaux dans la même cité : Châlus Chabrol et Châlus Maulmont, également appelé « le fort ». Cette confusion n'apparait pas dans les chroniques médiévales, qui mentionnent « Châlus » ou « Châlus Chabrol », mais ne mentionne jamais « Châlus Maulmont ». Elle semble s'installer à la fin du XIXe siècle et au début du XXe siècle, et doit vraisemblablement être rattachée au développement des cartes postales et du voyage touristique. La confusion entre Châlus Chabrol et Châlus Maulmont perdure jusqu'à la fin des années 1950. Elle fut vraisemblablement consolidée par l'existence, au pied de Châlus Maulmont, dans les prés de Maumont (ou Maulmont) d'un rocher, dit « rocher de Richard Cœur de Lion ».
Malgré les cartes postales, la revue du syndicat d'initiatives de Châlus et les objets-souvenirs du début du XXe siècle qui présentent la tour de Maulmont comme étant le site duquel est parti le carreau d'arbalète, c'est à Châlus Chabrol que Richard Cœur de Lion trouva la mort. Châlus Maulmont ne sera d'ailleurs construit par Géraud de Maulmont qu'au siècle suivant, de 1275 à 1280. Ce qui n'empêche pas bon nombre de commentateurs de faire encore, volontairement ou non, la confusion.

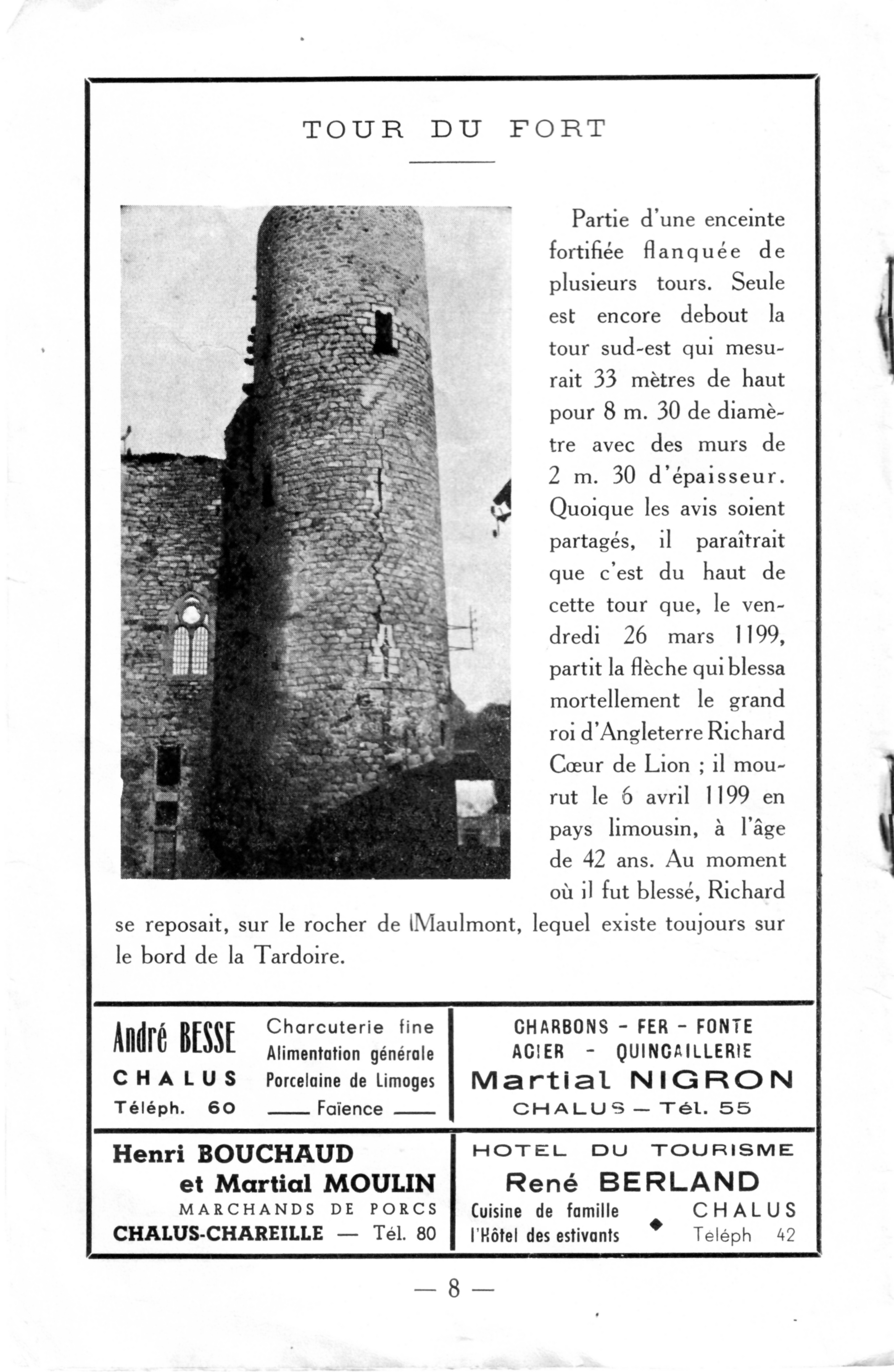
Revue du syndicat d'initiatives de Châlus, 1re moitié du XXe siècle.
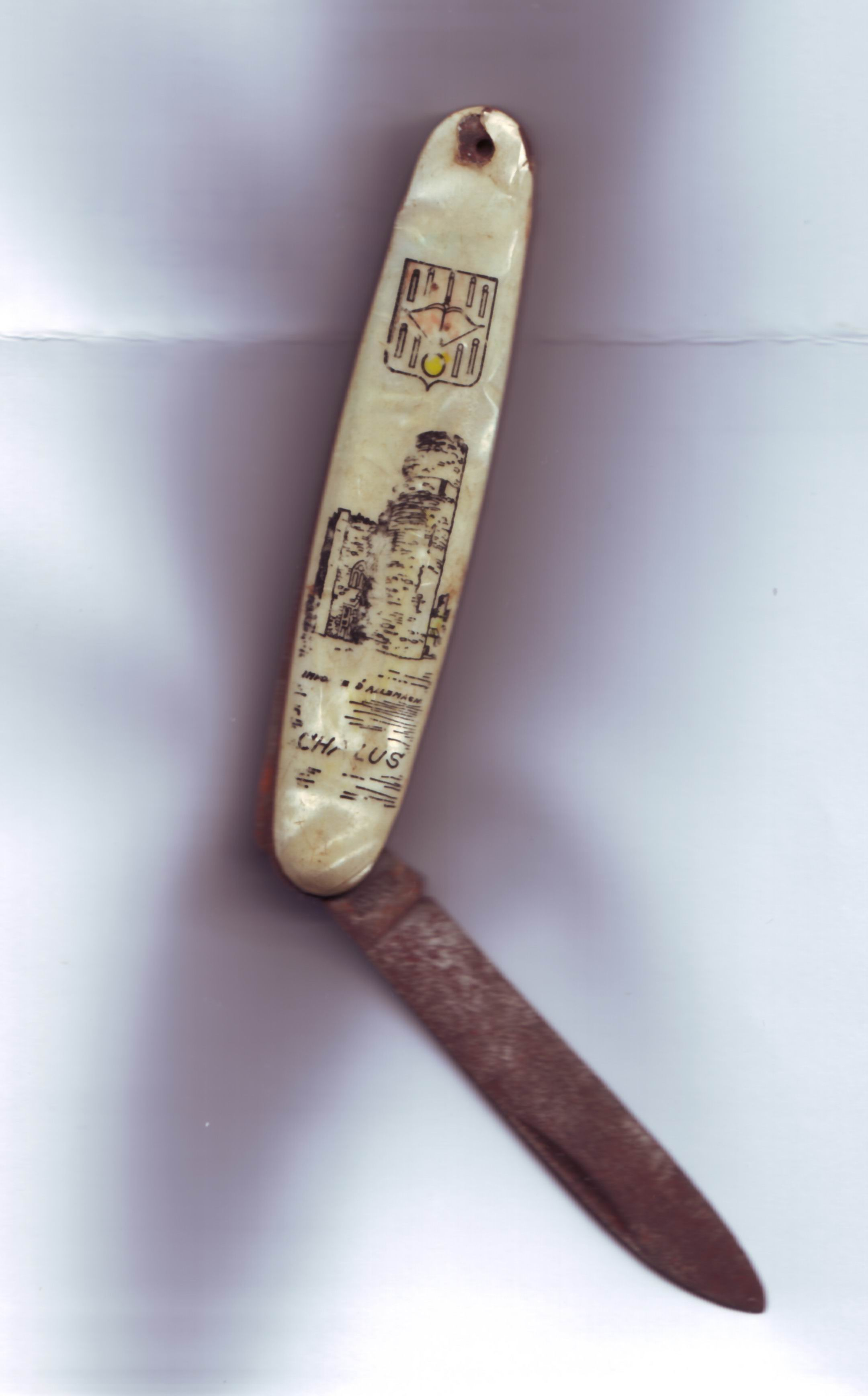
La tour Maulmont sur un couteau-souvenir de Châlus, 1re moitié du XXe siècle.
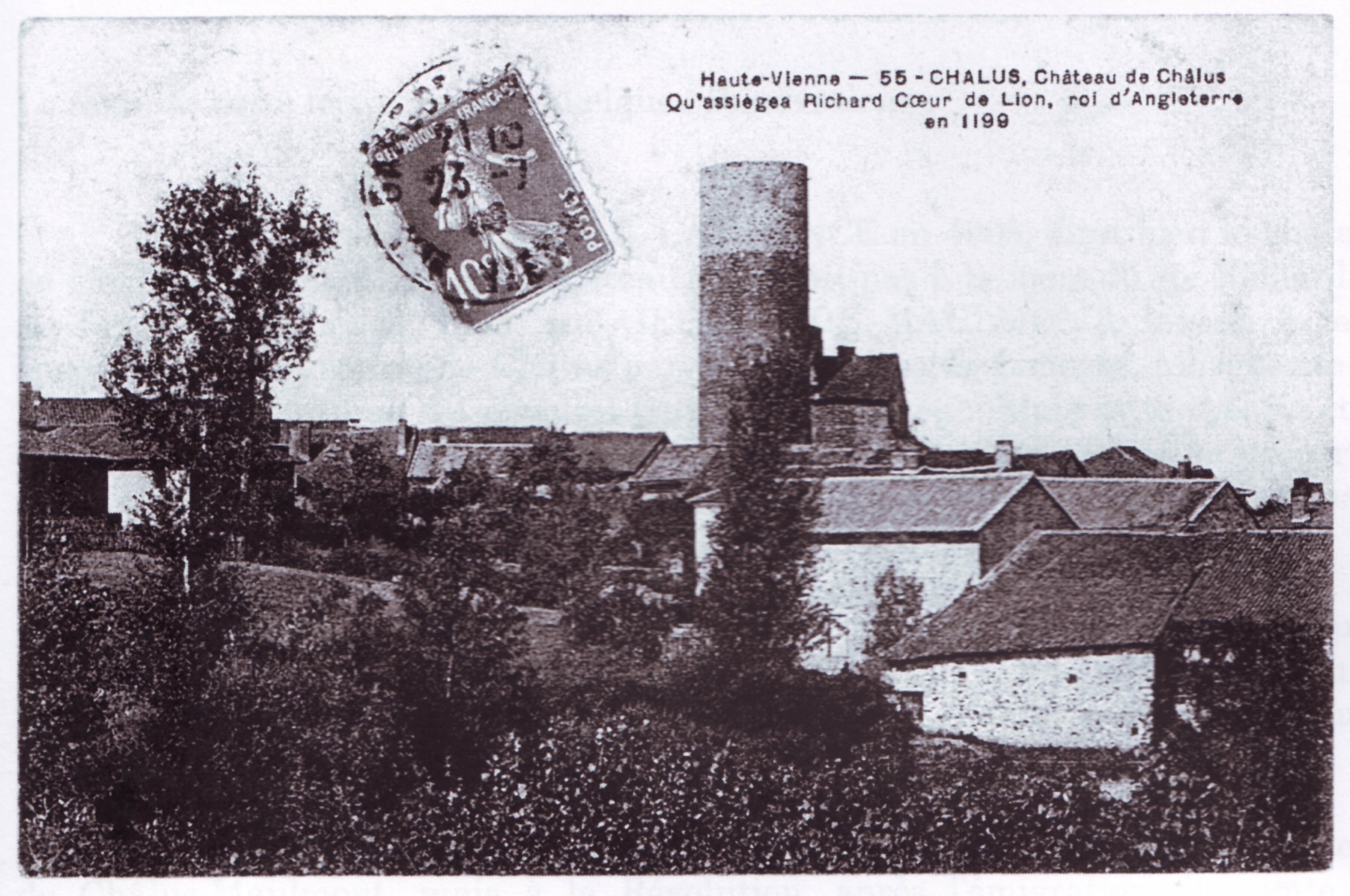
Châlus Maulmont présenté comme château assiégé par Richard.
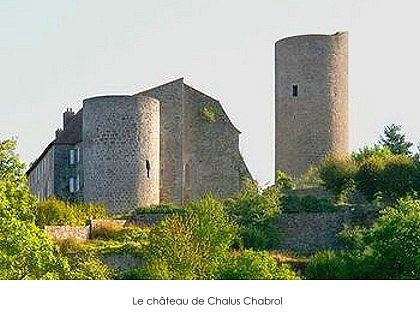
Châlus-Chabrol, où Richard fut mortellement blessé.

### Sépulture de Richard
« Ce cadavre n'est pas de ceux auxquels suffit un seul tombeau » écrivait Matthieu Paris. En effet, Richard Cœur de Lion, roi-chevalier à la tête de l'« empire Plantagenet » ne s'est pas contenté d'un lieu de sépulture unique.
Dictant ses dernières volontés, il a souhaité que son corps repose à Fontevraud, auprès de celui de son père. Son gisant y est toujours, tout comme celui de son père Henri II et celui de sa mère Aliénor d'Aquitaine.
Il a demandé que son cœur soit déposé dans la cathédrale de Rouen en « rémembrance d'amour pour la Normandie », auprès de son ancêtre Rollon. Il considérait aussi les Normands comme ses plus fidèles sujets.
Quant à ses entrailles, selon une légende tardive, il les légua à cette terre limousine, qui lui aurait donné ses meilleurs compagnons d'armes (ses « fidèles barons limousins ») et la langue dans laquelle il aimait écrire ses poèmes. En réalité, il entretenait des rapports complexes et paradoxaux avec l'Aquitaine, où il avait acquis par ses exactions une réputation de cruauté. Et, c'est pour punir ses « fidèles barons limousins » et l'évêque de Limoges qu'il s'était retrouvé, avec Mercadier, au pied du château de Châlus. Ainsi écrit-on aussi qu'il voulut que ses entrailles reposent en Poitou en signe de mépris pour les Poitevins qui l'avaient trahi.
En réalité, un fait pratique et beaucoup plus prosaïque explique que la terre de Châlus conserve les entrailles de Richard : afin d'être préservé de la putréfaction son corps fut, très vraisemblablement et selon l’usage, embaumé. Cette opération nécessite une éviscération. Ses entrailles furent donc laissées sur place et conservées dans l’église du château, Notre-Dame du Haut-Châlus, aujourd'hui ruinée. Cette partition du corps (dilaceratio corporis, « division du corps » en cœur, entrailles et ossements) avec des sépultures multiples est une pratique initiée au milieu du XIe siècle par les chevaliers et souverains du Royaume d'Angleterre et du Saint-Empire romain germanique morts en croisade ou loin de leur lieu de sépulture choisi.
La boîte de plomb contenant les restes du cœur embaumé est redécouverte avec son gisant en 1838 par l'historien Achille Deville, directeur du musée des antiquités de Rouen lors d'excavations archéologiques dans la cathédrale de Rouen. Elle est étudiée pour la première fois en 2012 par une équipe interdisciplinaire menée par Philippe Charlier. L'embaumement du cœur a été réalisé par des substances classiques (mercure, créosote) mais aussi par des aromates et épices réservés à l'élite, la myrrhe et surtout l'encens, source de ce que l'on appelle l'odeur de sainteté. Les historiens de l'équipe ont émis l'hypothèse que les embaumeurs de Richard ont fait une « référence christique » en reproduisant le rituel décrit dans la Bible.

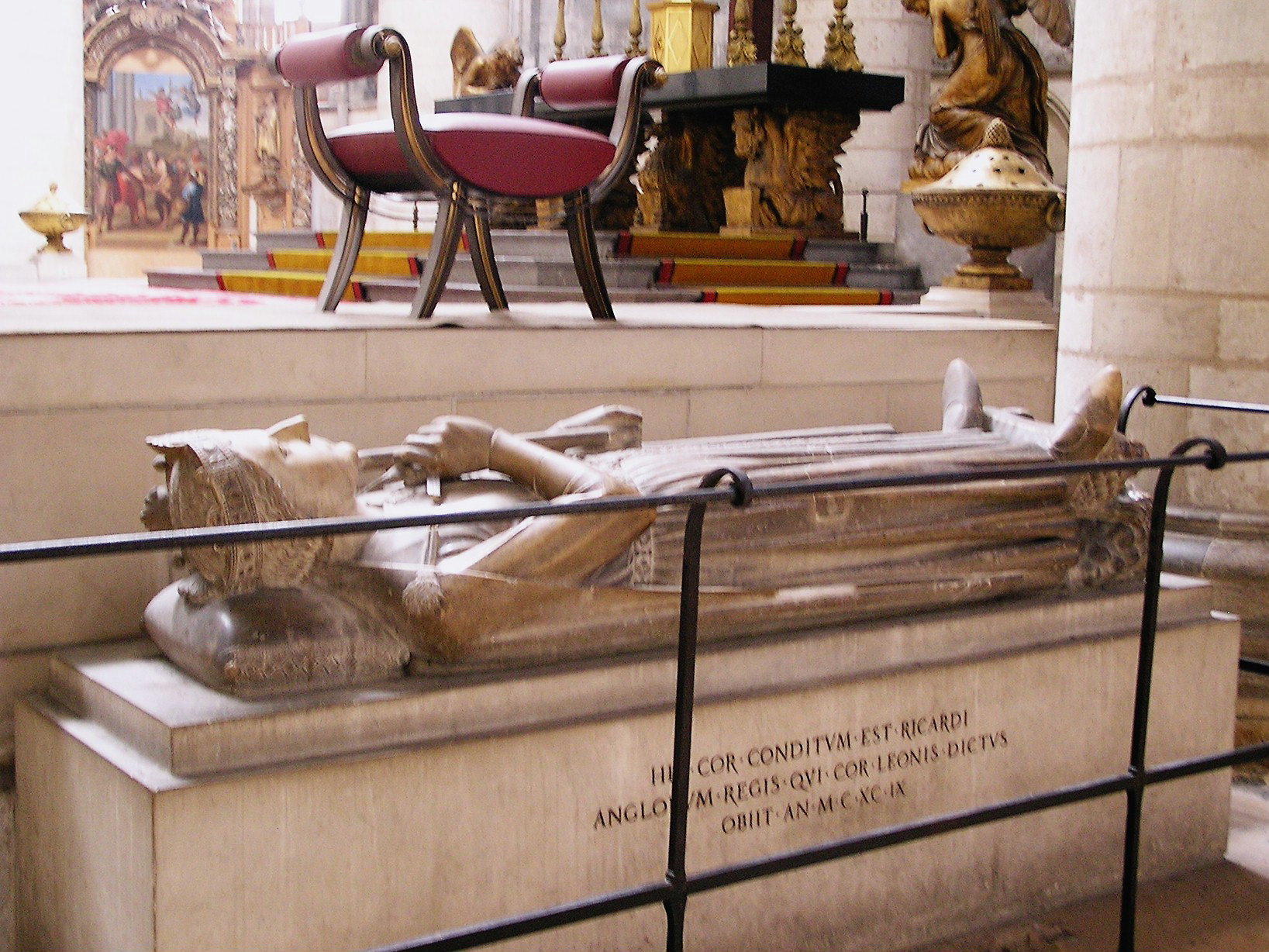
Gisant de Richard à Rouen, qui reçut son cœur.
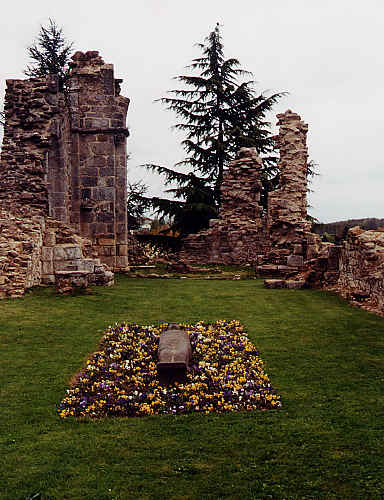
Gisant de Richard à Châlus, qui reçut ses entrailles.
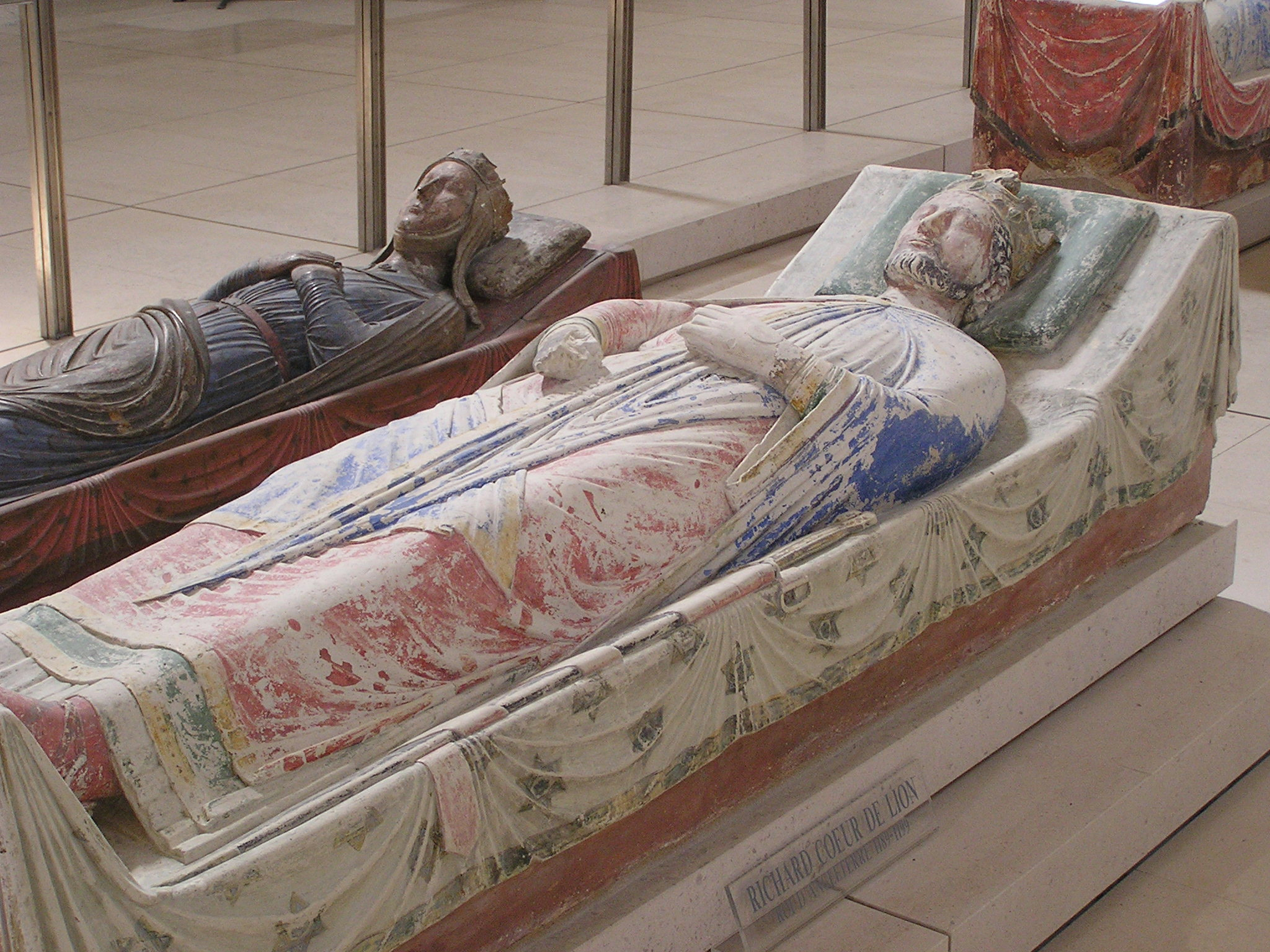
Gisant de Richard à Fontevraud, qui reçut son corps.

### Le «rocher de Richard Cœur de Lion»
Dans les prés de Maulmont (ou Maumont), au bas du bourg, on aperçoit un rocher émergeant des herbes. Ce rocher est connu sous le nom de « rocher de Richard Cœur de Lion ». Au début du XXe siècle, la tradition populaire rapportait que Richard se tenait sur cette roche lorsqu'il fut atteint par la flèche. Bien, qu'à l'époque, il était admis que le tir était parti de Châlus-Maulmont et non de Châlus-Chabrol, n'importe quel observateur se rendant sur place peut constater combien il est invraisemblable qu'un carreau tiré de n'importe lequel des deux châteaux puisse atteindre une cible si lointaine.
Jouant la carte des « provinces pittoresques » et de l'exceptionnel, les éditeurs de cartes postales du début du XXe siècle n'hésitaient cependant pas à aller encore plus loin dans l'invraisemblable en présentant ce rocher comme étant le lieu où Richard Cœur de Lion était enterré !
Puisqu'il faut trouver une raison au nom donné à ce rocher, il est possible que la prairie de cette petite vallée qui longe la Tardoire ait été le lieu choisi par Mercadier, arrivé quelques jours avant Richard à Châlus, pour y établir le campement de ses routiers ou pour y mettre ses cuisines, ses chevaux, voire l'« hôpital de campagne » de son médecin…
Dès lors, rien d'étonnant à ce que, un jour, Richard pût se tenir à portée de ce rocher, soit que la tente du médecin de Mercadier ou sa propre tente en fut proche, qu'il tint conseil en s'asseyant ou montant dessus ou que le campement fut organisé à proximité.
Stationnant à Châlus durant la Première Guerre mondiale, des troupes américaines auraient, selon une tradition orale non encore recueillie, dynamité ce rocher afin d'en ramener un morceau aux États-Unis.

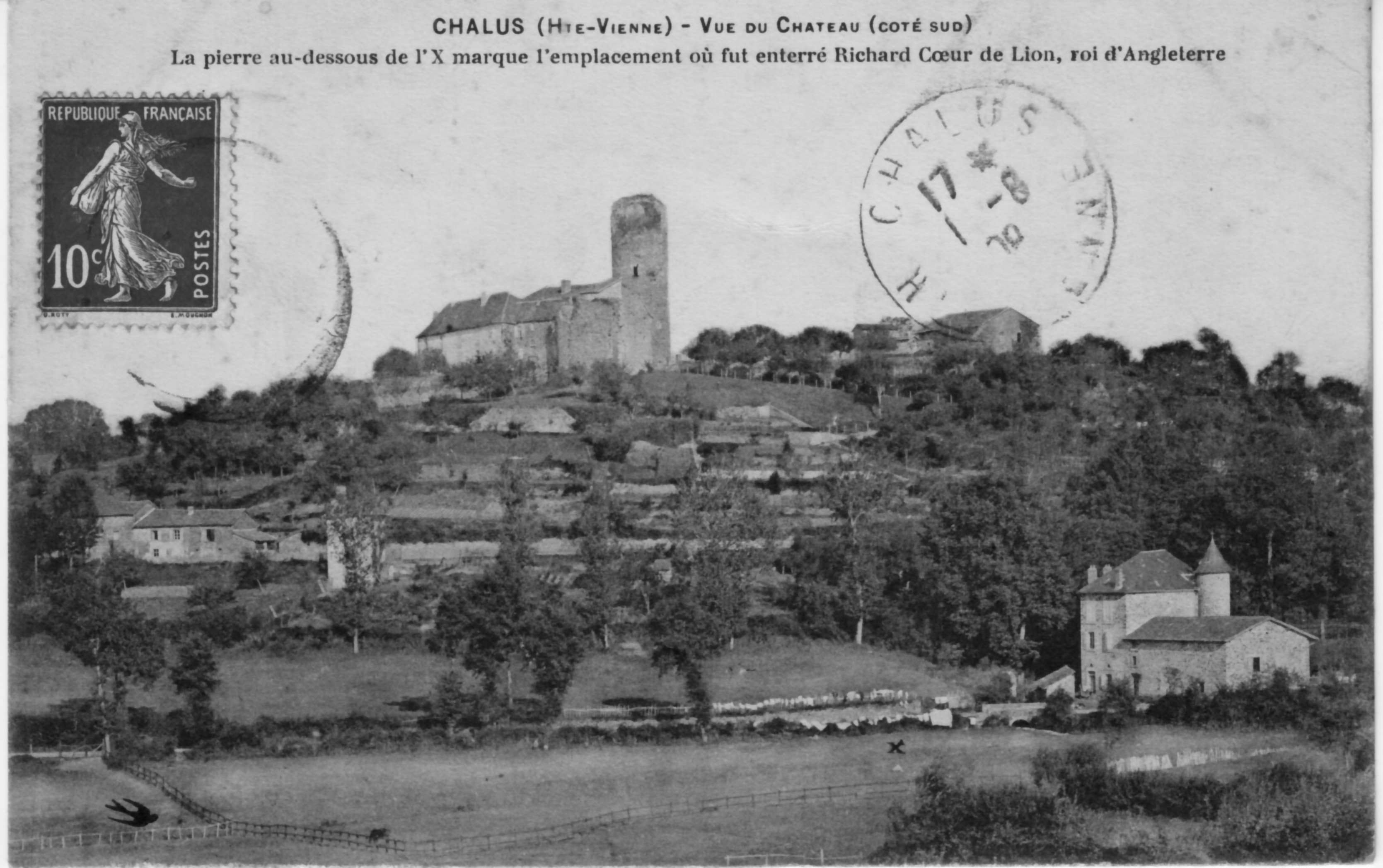
Rocher où serait enterré Richard et vue sur Châlus Chabrol.
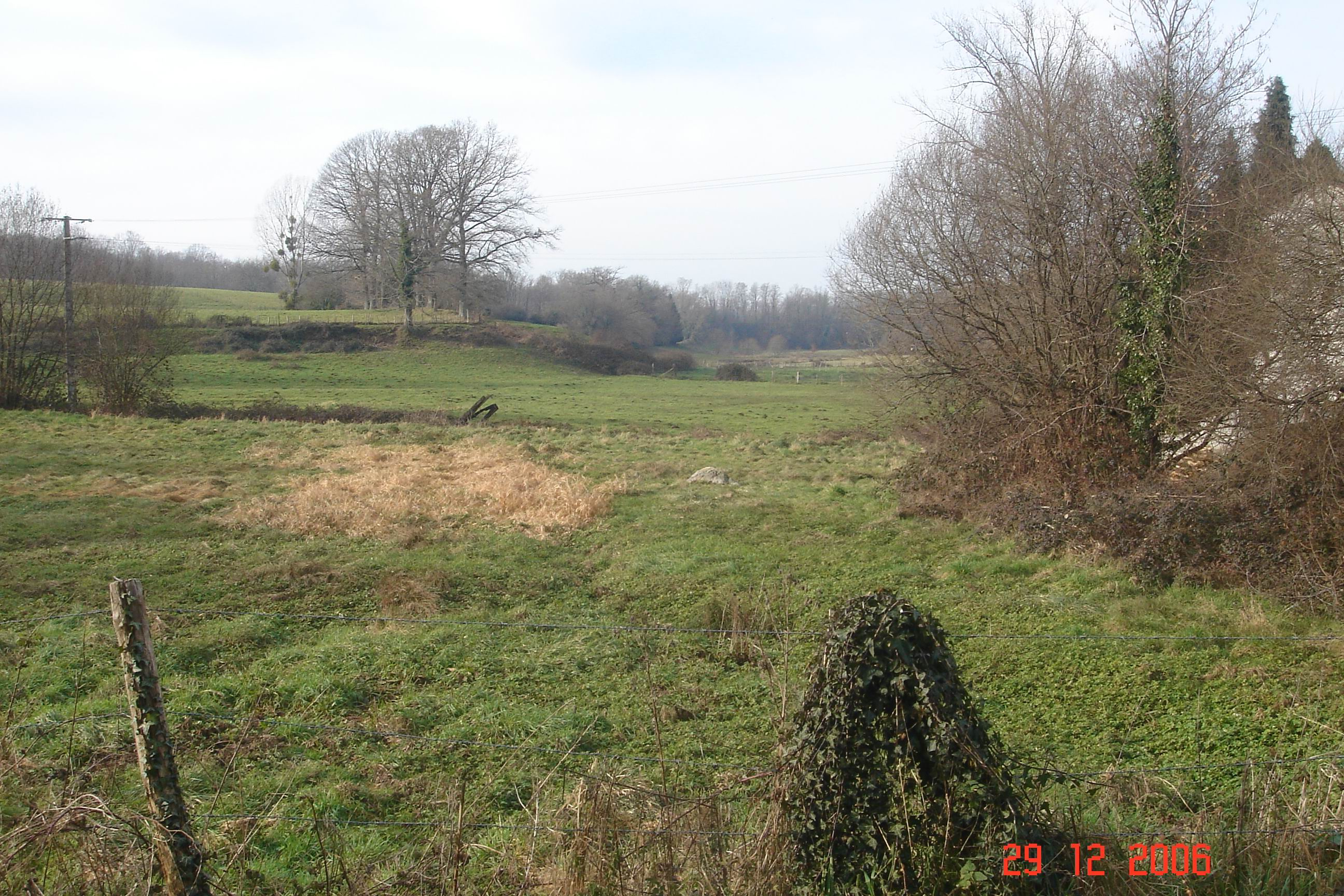
Dans les prés de Maumont, le rocher de Richard Cœur de Lion.
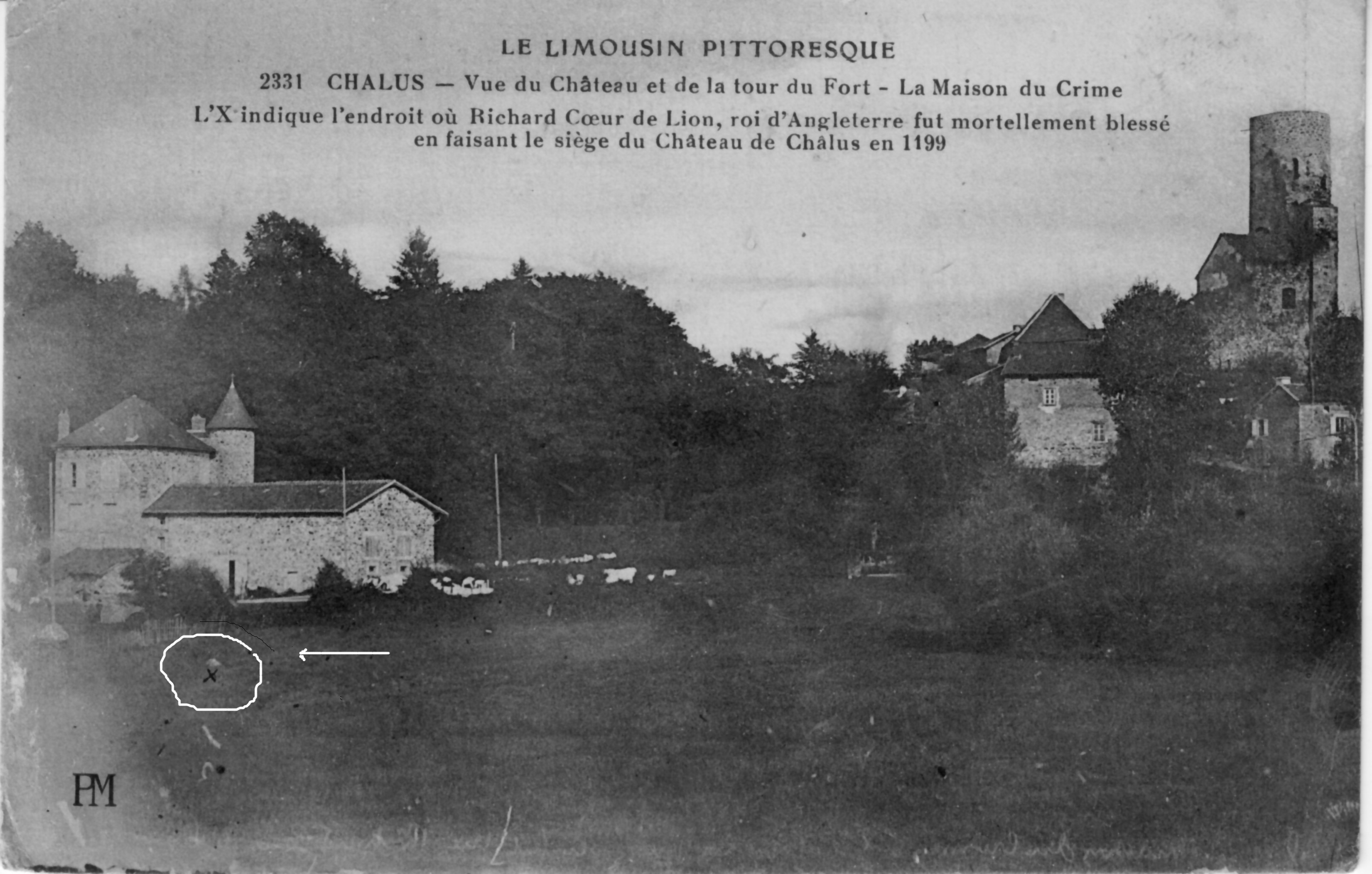
Rocher où fut blessé Richard et vue sur Châlus Maulmont.

## Conséquences de la mort de Richard

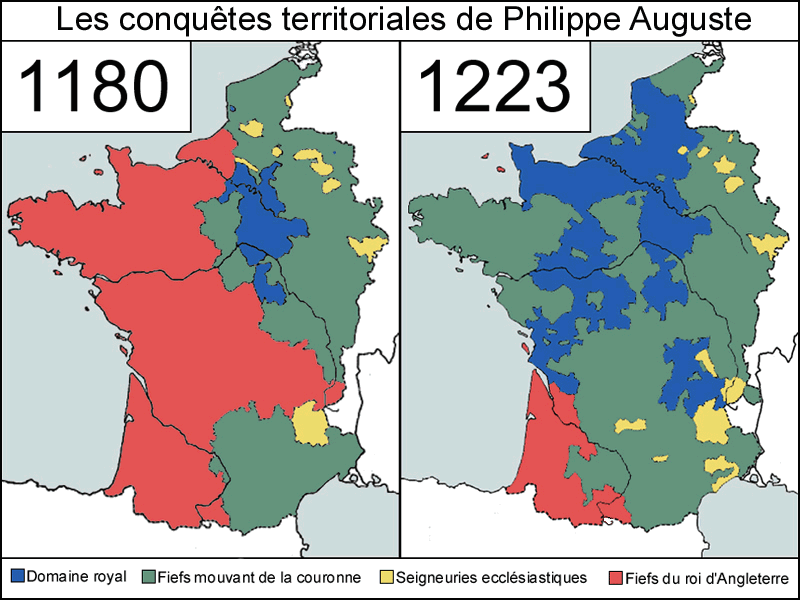
Royaume capétien avant et après Richard Cœur de Lion.

Simple fait divers, la mort de Richard Cœur de Lion est, à l'échelle de la construction des territoires européens, un événement majeur, qui conduit à la fin de l'empire Plantagenêt et à la naissance de la notion de nation portée par les rois de France.
L'impact du trait d'arbalète de Pierre Basile s'apprécie d'un coup d'œil avec les cartes du Royaume capétien avant et après le roi Richard.
Après la mort de Richard Cœur de Lion à Châlus, Philippe Auguste fera de son épouse, Bérengère de Navarre, la douairière du Maine. Elle se retirera au Mans. Elle fonde en 1229 l'abbaye cistercienne de l'Epau au Mans où elle est enterrée.

## Les armes de Richard
|  | Richard, comte de Poitiers Comte de Poitiers de 1168 à 1189, Richard porte le blason de sa mère, Aliénor d'Aquitaine : « d'argent au lion de gueules armé, lampassé et couronné d'or ». Il portait encore ce blason en 1191 lors de la croisade, d'où le blasonnement des rois de Chypre et des sires de Joinville. Il est possible, mais non attesté, qu'il ait conservé ses armes de Poitiers en ajoutant une couronne pour marquer son accession au trône, puis qu'il ait cédé ces armes au royaume de Chypre qu'il créa et vendit à Guy de Lusignan. |
|  | Blason de Richard Cœur de Lion, de 1189 à 1198 De 1189 à 1198, comme roi d'Angleterre, il adopte les armes figurant ci-contre : « de gueules aux deux lions affrontés d'or ». |
|  | Blason de Richard Cœur de Lion, à partir de 1198 À la fin de sa vie, Richard adopte ce blason « de gueules aux trois léopards d'or » qui sera le blason des rois d'Angleterre et des ducs d'Aquitaine de 1198 à 1340. Ce blason qui était le sien lorsqu'il se présenta à Châlus sera repris par Jean sans Terre (1166 † 1216), Henri III (1207 † 1272), Édouard Ier (1237 † 1307), Édouard II (1284 † 1327) et Édouard III (1312 † 1377). |